# Calliste à coiffe d'or
Stilpnia larvata
Espèce
Répartition géographique
Statut de conservation UICN

 LC  : Préoccupation mineure
Le Calliste à coiffe d’or (Stlipnia larvata), également appelé Tangara Fanny ou Tangara à tête jaunâtre, est une espèce de passereaux de la famille des Thraupidae.

## Répartition et sous-espèces
Selon la classification de référence du Congrès ornithologique international (15.1, 2025) il se répartit en quatre sous-espèces :
- S. l. larvata (Du Bus, 1846) — du sud-est du Mexique au nord du Costa Rica ;
- S. l. centralis (Berlepsch, 1912) — littoral atlantique du Costa Rica et du Panama ;
- S. l. franciscae (Sclater, 1856) — littoral pacifique du Costa Rica et du Panama ;
- S. l. fanny (Lafresnaye, 1847) — Tumbes-Chocó-Magdalena.